# Montalto Uffugo
Montalto Uffugo é uma comuna italiana da região da Calábria, província de Cosenza, com cerca de 17.258 habitantes. Estende-se por uma área de 78 km², tendo uma densidade populacional de 221 hab/km². Faz fronteira com Fuscaldo, Lattarico, Luzzi, Paola, Rende, Rose, San Benedetto Ullano, San Fili, San Vincenzo La Costa.

## Demografia
| Variação demográfica do município entre 1861 e 2011                               |
|                                                                                   |
| Fonte: Istituto Nazionale di Statistica (ISTAT) - Elaboração gráfica da Wikipedia |